# 3814 Hoshi-no-mura
A 3814 Hoshi-no-mura (ideiglenes jelöléssel 1981 JA) a Naprendszer kisbolygóövében található aszteroida. Furuta Tosimasza fedezte fel 1981. május 4-én.